# Чеишвили, Говен
Говен Чеишвили (груз. გოვენ ჭეიშვილი, 6 мая 1940 — 8 июля 2020) — грузинский советский артист театра и кино, Заслуженный артист Грузинской ССР.

## Биография
Окончил музыкальное отделение драматического факультета Театрального института им. Шота Руставели (1970). В 1967—1976 — на сцене Государственного академического театра имени Марджанишвили. Выступал как поп-музыкант. С 1964 по 1994 год — актёр Театра музыки и драмы имени Васо Абашидзе. С 1996 по 2015 год работал в Театре имени Ладо Месхишвили в Кутаиси.
В кино с 1969 года.
Его последний выход на театральную сцену произошёл в 2015 году, когда в Театре им. Месхишвили прошло мероприятие, посвящённое его 75-летию.
В 2017 году его участие в фильме «Моя счастливая семья» режиссёров Наны Эквтимишвили и Симона Гросса было отмечено Первым призом «Лучшая актерская работа» на Одесском международном кинофестивале на Украине, который проходил 14-22 июля 2017 года.
В последние годы жизни переехал из Кутаиси в Боржоми к сыну.

## Фильмография
- 1987 «Моя счастливая семья» — Отар
- 1987 «Прикованные рыцари» — Тотия
- 1987 «Райские птички» (короткометражный) — Епрема
- 1987 «Мои цыгане» — милиционер
- 1987 «Лома» — продавец пса Ломы
- 1987 «Время нашего детства» —
- 1985 «Нейлоновая ёлка» — пассажир
- 1978 «Золотая нога | Счастливая нога» (короткометражный) — Коча
- 1974 «Рекорд» (короткометражный) — Хута Цулеискири, милиционер